# Cormatin
Cormatin est une commune française située dans le département de Saône-et-Loire, en région Bourgogne-Franche-Comté.

## Géographie

### Communes limitrophes
Les communes limitrophes sont  Ameugny, Bray, Chapaize, Chissey-lès-Mâcon, Cortevaix et Malay.

### Climat
Pour des articles plus généraux, voir Climat de la Bourgogne-Franche-Comté et Climat de Saône-et-Loire.
En 2010, le climat de la commune est de type climat océanique dégradé des plaines du Centre et du Nord, selon une étude du Centre national de la recherche scientifique s'appuyant sur une série de données couvrant la période 1971-2000. En 2020, Météo-France publie une typologie des climats de la France métropolitaine dans laquelle la commune est dans une zone de transition entre le climat océanique altéré et le climat océanique altéré et est dans la région climatique Bourgogne, vallée de la Saône, caractérisée par un bon ensoleillement (1 900 h/an), un été chaud (18,5 °C), un air sec au printemps et en été et des vents faibles.
Pour la période 1971-2000, la température annuelle moyenne est de 11,2 °C, avec une amplitude thermique annuelle de 17,6 °C. Le cumul annuel moyen de précipitations est de 870 mm, avec 10,3 jours de précipitations en janvier et 7,4 jours en juillet. Pour la période 1991-2020, la température moyenne annuelle observée sur la station météorologique de Météo-France la plus proche, « Jalogny_sapc », sur la commune de Jalogny à 15 km à vol d'oiseau, est de 11,2 °C et le cumul annuel moyen de précipitations est de 873,4 mm. 
La température maximale relevée sur cette station est de 39,6 °C, atteinte le 12 août 2003 ; la température minimale est de −21,6 °C, atteinte le 17 janvier 1985,,.
Les paramètres climatiques de la commune ont été estimés pour le milieu du siècle (2041-2070) selon différents scénarios d'émission de gaz à effet de serre à partir des nouvelles projections climatiques de référence DRIAS-2020. Ils sont consultables sur un site dédié publié par Météo-France en novembre 2022.

## Urbanisme

### Typologie
Au 1er janvier 2024, Cormatin est catégorisée commune rurale à habitat dispersé, selon la nouvelle grille communale de densité à sept niveaux définie par l'Insee en 2022.
Elle est située hors unité urbaine et hors attraction des villes,.

### Occupation des sols
L'occupation des sols de la commune, telle qu'elle ressort de la base de données européenne d’occupation biophysique des sols Corine Land Cover (CLC), est marquée par l'importance des territoires agricoles (72,3 % en 2018), en diminution par rapport à 1990 (74,8 %). La répartition détaillée en 2018 est la suivante : prairies (55,1 %), forêts (15,8 %), zones agricoles hétérogènes (10 %), terres arables (7,3 %), zones urbanisées (6,5 %), milieux à végétation arbustive et/ou herbacée (5,4 %). L'évolution de l’occupation des sols de la commune et de ses infrastructures peut être observée sur les différentes représentations cartographiques du territoire : la carte de Cassini (XVIIIe siècle), la carte d'état-major (1820-1866) et les cartes ou photos aériennes de l'IGN pour la période actuelle (1950 à aujourd'hui).

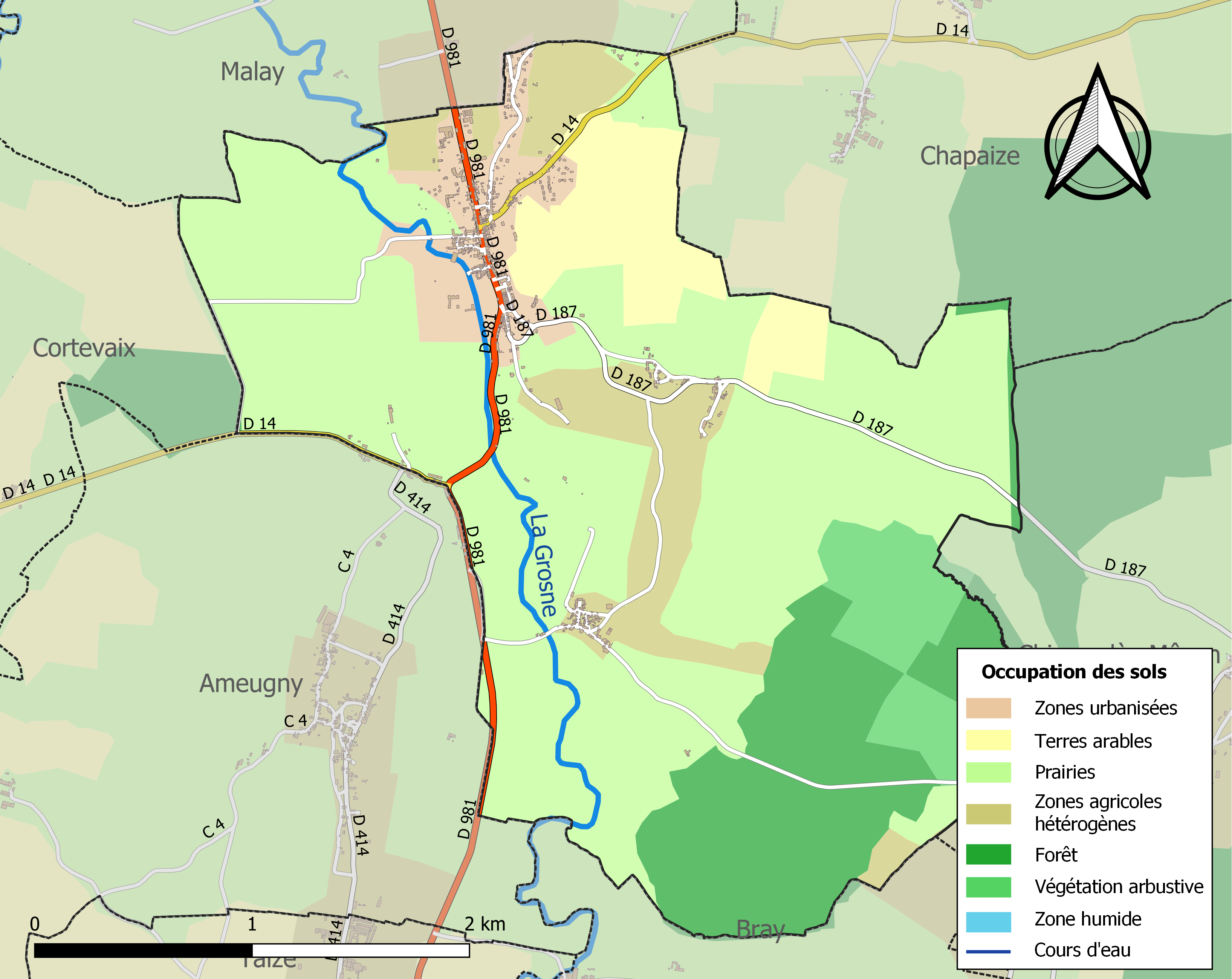
Carte des infrastructures et de l'occupation des sols de la commune en 2018 (CLC).

## Toponymie
Cormatin vient de hortus-martin : cor signifiant domaine, installé en 532 par les Francs ; Martin étant le nom du propriétaire du domaine.

## Histoire

### Ancien Régime
| Blason | Blasonnement : De gueule à trois chevrons d'or. Commentaires : Armes de la famille du Blé |

De 1022 jusqu'à la Révolution française, Cormatin est la propriété de la famille du Blé — nom tiré du hameau les Ublaies à Massy. Leur maison a pour armes : « De gueules, à trois chevrons d'or. ».
Se rendant au siège de Privas, le roi Louis XIII se serait arrêté à Cormatin dans la nuit du 5 février 1629.

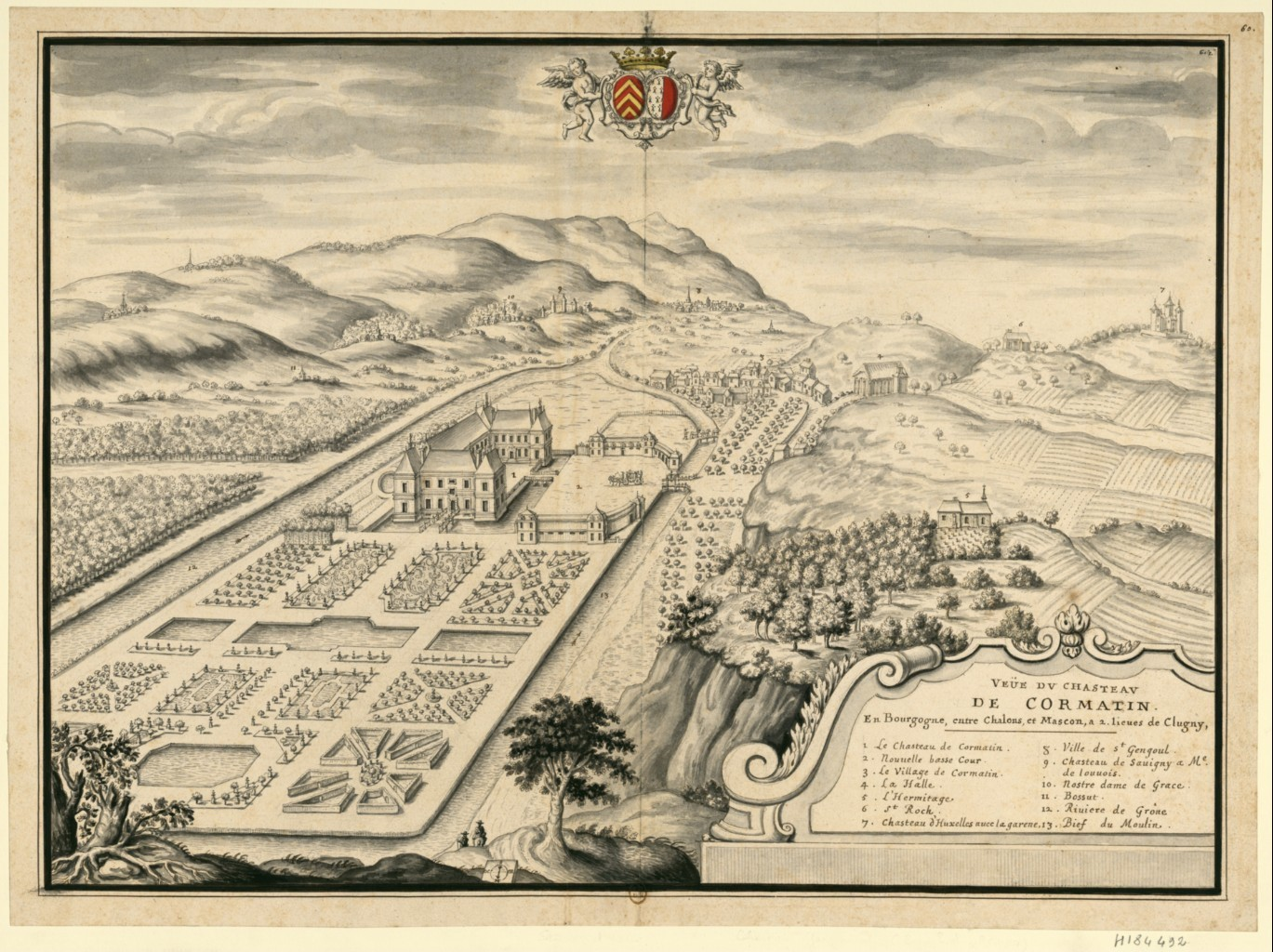
Vue du château, du bourg des infrastructures et des environs de Cormatin au XVIIIe siècle, dessin de Louis Boudan

### Période contemporaine
En 1845, la commune voisine de Chazelle est supprimée pour être rattachée à celle de Cormatin.
29 novembre 1927 : cérémonie d'inauguration de la cloche de l'église, baptisée Henriette Eugénie, qui a pour particularité remarquable d'être gravée du nom des vingt-et-un morts pour la France de la commune, à la suite de l'inscription « J'ai la garde du souvenir de ceux qui sont morts pour la patrie 1914-1918 ».

### Seconde Guerre mondiale

#### Les camps de la jeunesse
À partir de 1940 et jusqu'à son transfert à Paray-le-Monial le 30 novembre 1943, Cormatin est le siège d'un des groupements des chantiers de la jeunesse française, le groupement no 4, dit Vauban. Il faisait paraître un journal, intitulé Vauban.

#### La Résistance
L'un des instructeurs de ce chantier, Philippe Akar (résidant d'Ameugny), intégrera la Special Air Service britannique et sera parachuté à Messey-sur-Grosne dans la nuit du 12 au 13 août 1944.
Parallèlement, la montagne Saint-Roch est un point de réception de l'aide envoyée par les Alliés à la Résistance. Le 23 janvier 1944, les forces d'occupation allemandes arrêtaient trois résistants à Cormatin, parmi lesquels figurait René Louis Delorieux. La ville et ses habitants, dont René Pernot (rescapé de Dachau et Buchenwald) commémorent la guerre et les morts de Cormatin.

## Politique et administration

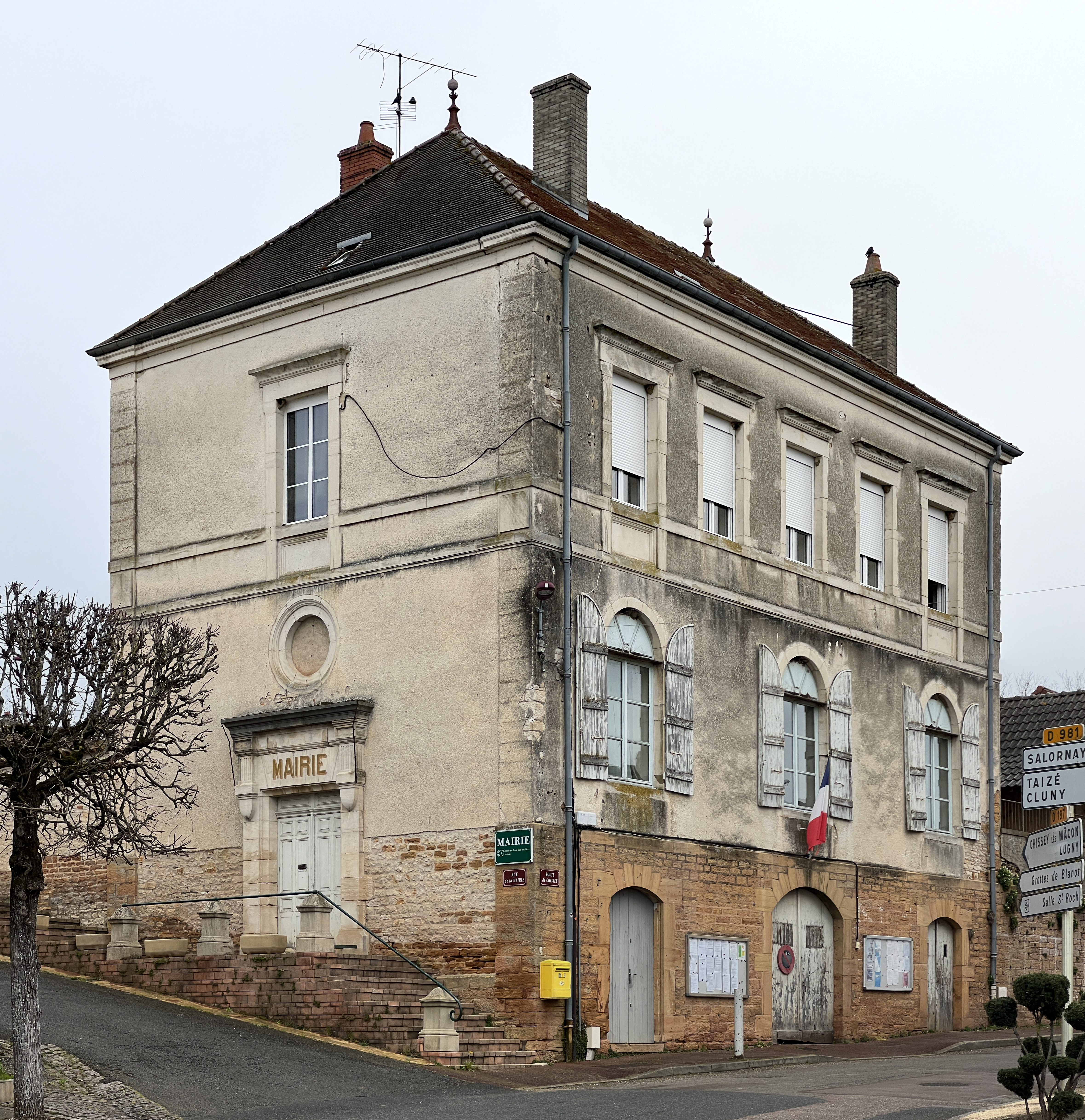
Mairie.

| Période                                  | Période  | Identité             | Étiquette | Qualité |
| ---------------------------------------- | -------- | -------------------- | --------- | ------- |
| mars 2001                                | en cours | Jean-François Bordet | droite    |         |
| Les données manquantes sont à compléter. |          |                      |           |         |

## Démographie
L'évolution du nombre d'habitants est connue à travers les recensements de la population effectués dans la commune depuis 1793. Pour les communes de moins de 10 000 habitants, une enquête de recensement portant sur toute la population est réalisée tous les cinq ans, les populations de référence des années intermédiaires étant quant à elles estimées par interpolation ou extrapolation. Pour la commune, le premier recensement exhaustif entrant dans le cadre du nouveau dispositif a été réalisé en 2005.

En 2022, la commune comptait 569 habitants, en évolution de +1,25 % par rapport à 2016 (Saône-et-Loire : −1,06 %, France hors Mayotte : +2,11 %).
| 1793 | 1800 | 1806 | 1821 | 1831 | 1836  | 1841  | 1846 | 1851  |
| ---- | ---- | ---- | ---- | ---- | ----- | ----- | ---- | ----- |
| 465  | 494  | 405  | 612  | 930  | 1 032 | 1 004 | 965  | 1 033 |

| 1856 | 1861 | 1866 | 1872 | 1876 | 1881 | 1886 | 1891 | 1896 |
| ---- | ---- | ---- | ---- | ---- | ---- | ---- | ---- | ---- |
| 982  | 955  | 929  | 963  | 905  | 917  | 881  | 841  | 827  |

| 1901 | 1906 | 1911 | 1921 | 1926 | 1931 | 1936 | 1946 | 1954 |
| ---- | ---- | ---- | ---- | ---- | ---- | ---- | ---- | ---- |
| 771  | 674  | 648  | 584  | 621  | 622  | 609  | 617  | 547  |

| 1962 | 1968 | 1975 | 1982 | 1990 | 1999 | 2005 | 2006 | 2010 |
| ---- | ---- | ---- | ---- | ---- | ---- | ---- | ---- | ---- |
| 504  | 535  | 575  | 565  | 468  | 452  | 503  | 513  | 555  |

| 2015 | 2020 | 2022 | - | - | - | - | - | - |
| ---- | ---- | ---- | - | - | - | - | - | - |
| 565  | 567  | 569  | - | - | - | - | - | - |

## Culture locale et patrimoine

### Lieux et monuments

#### Médiévaux
- L'église romane Notre-Dame de Chazelle, de la fin du XIe siècle (inscrite à l'Inventaire supplémentaire des Monuments historiques en 1926), autrefois intégrée à un ancien doyenné de l'abbaye de Cluny[25].
- La chapelle Saint-Roch, sur le mont Saint-Roch, entre le bourg et le hameau de Chazelle, est datée du XIIe siècle[26],[27].

#### Époque moderne

Vues du château de Cormatin
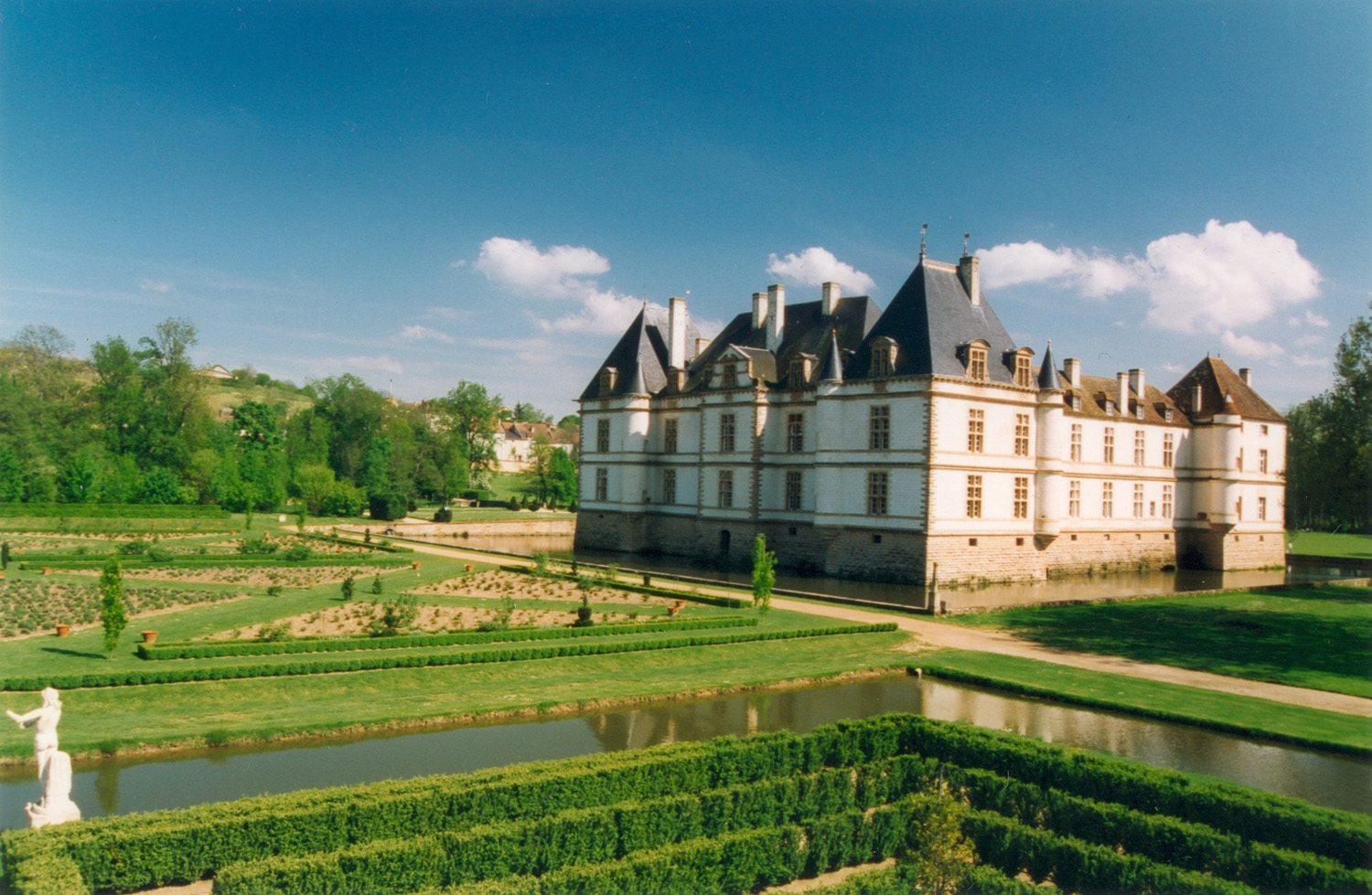
Le château, construit et occupé par la famille du Blé, remonte à la fin du XIe au XVIIIe siècle. Sa forme actuelle date du début du XVIIe siècle et sera préservé à la Révolution, raison pour laquelle on y retrouve encore un mobilier ancien. La richesse de ses pièces d'apparat fait qu'il est parfois comparé aux autres châteaux de Cheverny et d'Oiron[28]. Le poète Lamartine y résidera fréquemment et y rédigera le programme « républicain et socialiste » de la Révolution de février 1848[29]. Classé depuis le début du XXe siècle, il connaîtra une campagne de restauration dans les années 1980. Toutefois, il n’est inscrit sur la liste des monuments historiques seulement depuis 2019.  - Vues du château de Cormatin
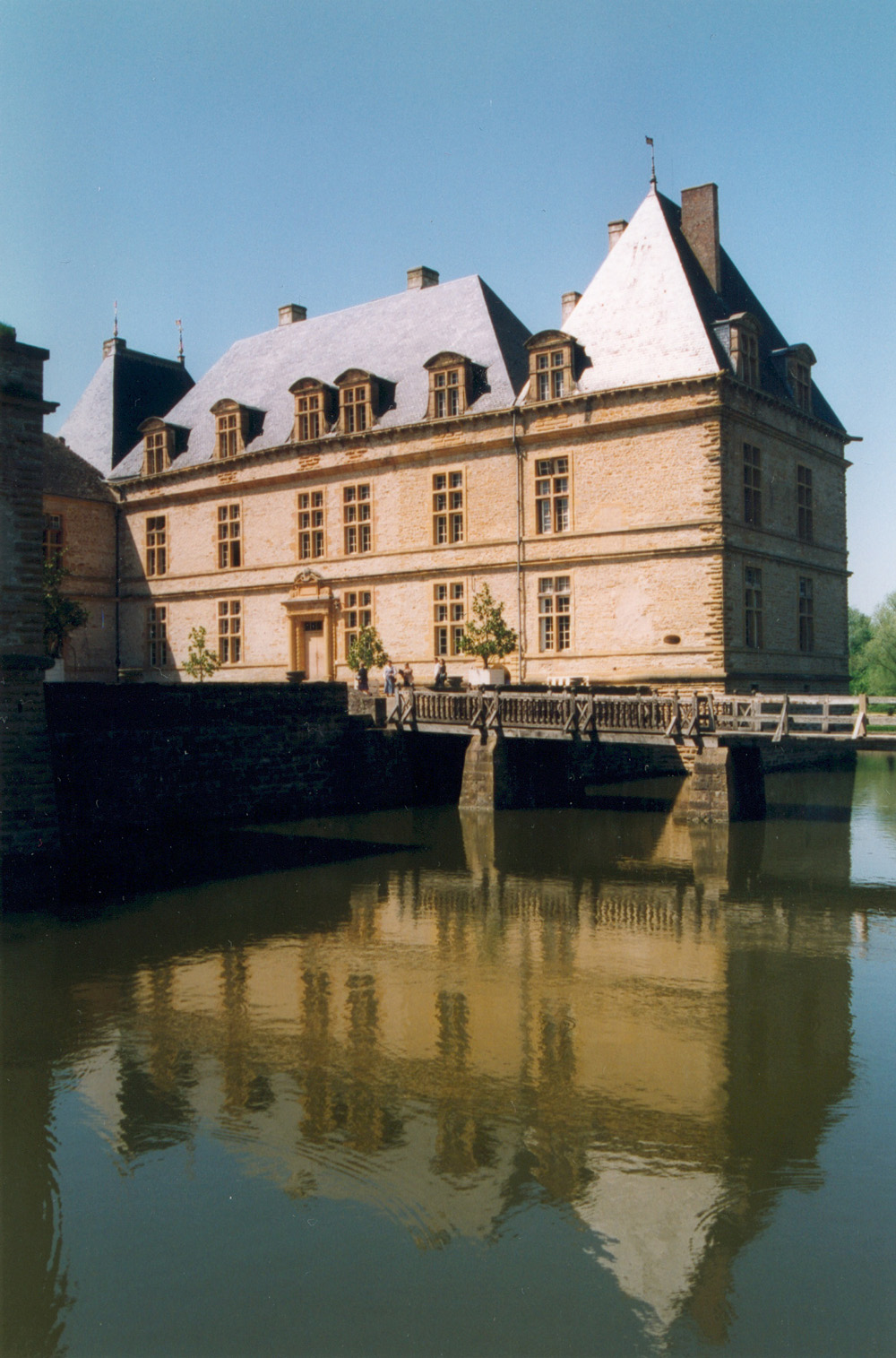
Le château et sa passerelle d'accès.
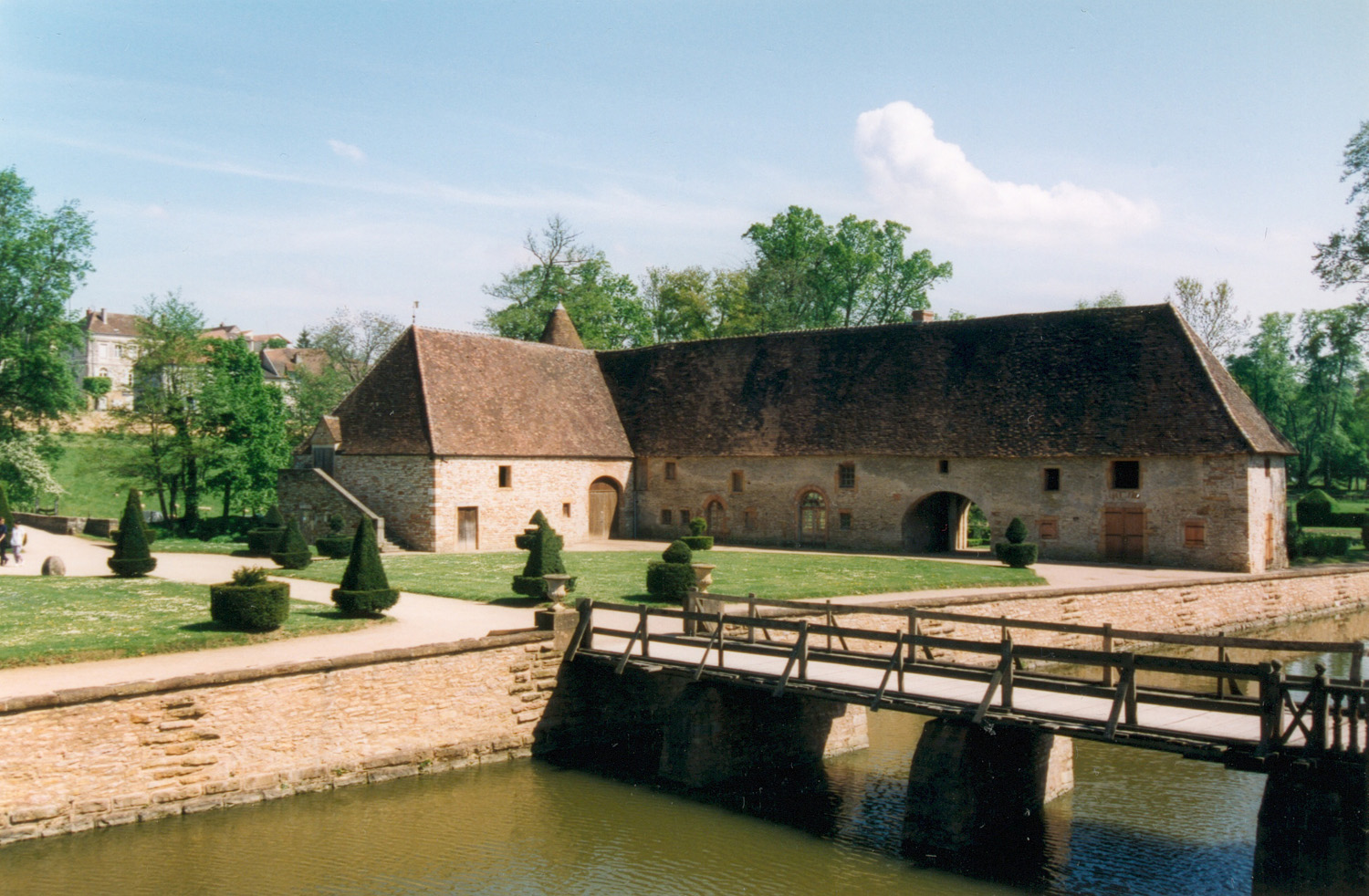
Les communs du château.
  - Depuis le labyrinthe.
  - Le château et sa passerelle d'accès.
  - Les communs du château.

#### XIXesiècle- 1945

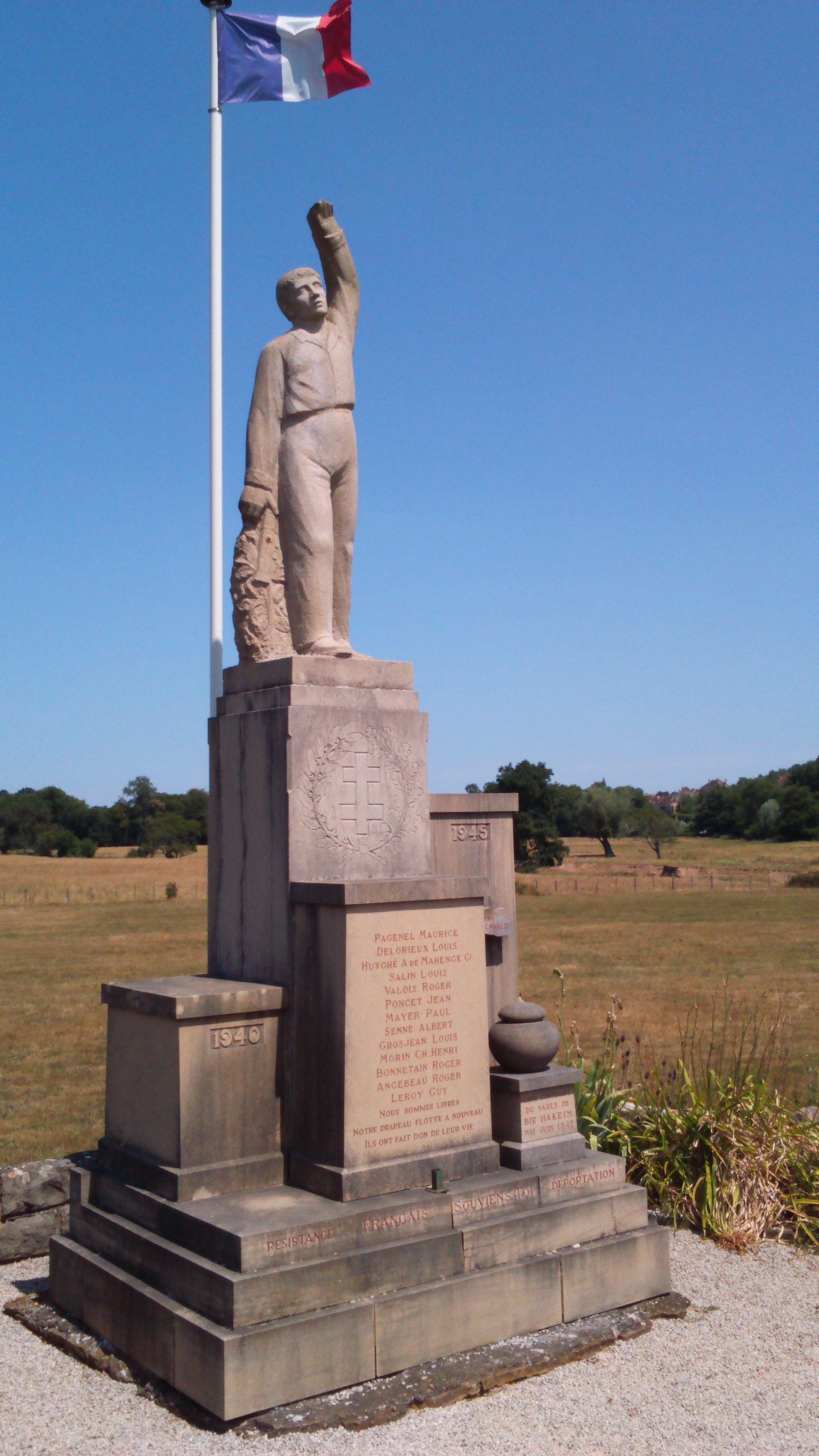
1940-1945. Résistance-Français souviens toi-Déportation.

- La Galerie artisanale est une ex-filaterie du XIXe siècle d'une superficie de 800 m2. Construite sur les bords de la Grosne, elle est dotée de quatre salles voûtées[30].
- L'église Notre-Dame-de-l'Assomption, construite dans les années 1850 à l'emplacement des anciennes halles devenues trop vétustes et à l'intérieur de laquelle est notamment conservée une peinture à l'huile anonyme du XVe siècle intitulée Vierge de pitié et exécutée d'après Hans Memling, œuvre classée monument historique par arrêté du 14 mars 1929[31] ; au centre, en robe bleue et coiffe blanche, Marie tient le corps du Christ, couronné d’épines et enveloppé dans un linceul, montrant une large plaie sur son flanc d’où s’écoule du sang (à l’arrière-plan sont présentés l’ensemble des instruments de la Passion, avec l’échelle et les trois clous, ainsi que des visages, dont un évêque en grande tenue)[32].
- Un ancien Musée du Poilu[33] exposait l'artisanat des tranchées à l'époque de la Grande Guerre jusqu'à sa fermeture en novembre 2011.
- Le Monument aux morts de la Résistance, entre le bourg et le lieu-dit du Bois Dernier (illustration ci-contre)[34].
- Plusieurs plaques sont apposées au domicile des Résistants cormatinois, dont celle de René Louis Delorieux, résistant FFI arrêté par la Gestapo à son domicile le 23 janvier 1944, avant d'être fusillé par les Allemands le 12 juin 1944 à Neuville-sur-Saône. Une seconde rappelle le rôle joué par Pierre Brusson (1919-2005) dans la Résistance.
- Une autre plaque, apposée à l'église, rappelle la présence des chantiers de la jeunesse française du régime de Vichy dans le village, avant et durant l'occupation allemande.

### Héraldique
| Blason de Cormatin | Blason  | De sinople à la gerbe de blé d'or.                                         |
| Blason de Cormatin | Détails | Adopté le 6 novembre 2000 Le statut officiel du blason reste à déterminer. |

## Personnalités liées à la commune
Parmi les personnalités attachées à l'histoire de Cormatin figurent :
- Étienne Maynaud Bizefranc de Lavaux (1751-1828), député et général de division français né à Digoin, mort à Cormatin.
- François Buffet (1784-1863), peintre de genre et d’histoire né à Cormatin.
- Armand Bernard (1829-1894), peintre né à Cormatin.
- Claude Ducher (1832-1909), médecin, homme politique, maire de Thoissey, député de l'Ain de 1885 à 1889.
- Raoul Gunsbourg (1860-1955), directeur de l'opéra de Monte-Carlo, propriétaire du château et maire de la commune.
- Jacques de Lacretelle (1888-1985), écrivain.
- Maurice Pagenel, né le 6 juillet 1903 à Nevers (Nièvre), il exerçait la fonction d'architecte[35]. Sergent-chef pendant la campagne de 1939-1940, il est fait prisonnier. De retour de sa captivité en 1942, il crée des organisations de résistance et devient chef départemental de l’Armée secrète en Saône-et-Loire, sous le pseudonyme de Danglars. La Gestapo l'arrête à son domicile, le 23 janvier 1944, ainsi que Roger Salins (son adjoint), René Delorieux, et six résistants des maquis de Cruzille et Blanot. Après un bref passage à Mâcon, il est transféré à Lyon, au siège de la Gestapo (actuel centre Berthelot). Dans la nuit du 28 au 29 janvier 1944, il y meurt sous la torture. Son nom figure sur le monument de la Résistance de Cormatin[36].
- Louis Delorieux (1903-1944), résistant FFI, agent des réseaux Action R1 (Mission Armada) et Marc Breton en Saône-et-Loire. Boucher de profession, il sera arrêté par la Gestapo à son domicile le 23 janvier 1944, avant d'être fusillé par les Allemands le 12 juin 1944 à Neuville-sur-Saône[37],[38]. Une plaque commémorative fixée sur la façade de son domicile est visible.
- Pierre Brusson (1919-2005), comptable, sergent de la 1re DFL, Compagnon de la Libération, officier de la Légion d'honneur. Refusant l'armistice, il rejoint la Palestine et poursuit le combat auprès des Britanniques. Il participe aux opérations en Libye, en Tunisie, en Syrie. Affecté à l'état-major de De Gaulle, il participe à la campagne d'Italie et au débarquement de Provence[39]. Son nom figure sur le mémorial commémoratif des douze compagnons de la Libération originaires de Saône-et-Loire inauguré le 16 octobre 2021 à Buxy[40].
- René Pernot (d)  (22 janvier 1928 - 7 septembre 2022), résistant-déporté, il a 15 ans quand il est arrêté par la Gestapo le 16 novembre 1943 à la place de son père, résistant à Cormatin. Interné à la prison de Montluc et au camp de Compiègne, il est déporté et survit aux camps de Buchenwald et Dachau. Il a été président de l'Unadif de Saône-et-Loire, des Combattants Volontaires de Saône-et-Loire et de l'Amicale des Déportés de Cluny. Il participe à la création du Concours national de la résistance et de la déportation en Saône-et-Loire[41], ce pour quoi il est fait Chevalier de l'Ordre des Palmes Académiques[42]. Toute sa vie, il a témoigné auprès des jeunes du département de son expérience dans les camps de la mort[43] : « Depuis 1945, la guerre n’a jamais cessé. On n’a pas complètement tué le microbe et on n’est jamais à l’abri du pire. »[44]. Son parcours de déportation est consigné dans plusieurs ouvrages[45],[46],[47], sa parole est archivée par le Centre d'Histoire de la Résistance et de la Déportation[48] et le United States Holocaust Memorial Museum[49].

## Pour approfondir